# Blocul electoral „Renato Usatîi”

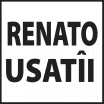
Simbolul alianței

Blocul electoral „Renato Usatîi” reprezintă o alianță politică din Republica Moldova între două partide înființate de omul de afaceri Renato Usatîi, Partidul Nostru și Partidul Patria, în vederea participării în comun la alegerile parlamentare anticipate din 11 iulie 2021.

## Istorie
Renato Usatîi a anunțat marți, 4 mai 2021, depunerea documentelor de înregistrare a blocului electoral cu numele său între PN și Patria. O zi mai târziu, CEC a anunțat că a înregistrat blocul electoral.
În alegerile parlamentare din 2021, blocul electoral a fost votat de 60.100 de cetățeni cu drept de vot ai Republicii Moldova, asta însemnând 4,10% din voturi (7% fiind pragul electoral pentru blocuri electorale). Cel mai mare scor l-a obținut în teritoriu în municipiul Bălți, unde s-a clasat pe locul al treilea, după BECS și PAS, dar a obținut 22,69% din sufragii.
Ca urmare a eșecului în alegeri, primarul de Bălți, Renato Usatîi, și-a anunțat demisia din funcția sa pe data de 12 iulie 2021.

## Rezultate electorale

### Alegeri parlamentare
| Anul alegerilor | voturi | % din voturi | mandate obținute | +/- |
| --------------- | ------ | ------------ | ---------------- | --- |
| 2021            | 60,100 | 4.1          | 0 / 101          | n/a |